# Richard Groß (Autor)
Richard Groß (* 1. September 1921 in Königsberg (Preußen); † 9. September 1968 in Ost-Berlin) war ein deutscher Schriftsteller und Hörspielautor in der DDR.

## Leben
Er wurde 1921 im ostpreußischen Königsberg geboren. Sein Vater war Angestellter bei der Allgemeinen Ortskrankenkasse und Mitglied der KPD.
Richard Groß, der als Multitalent schrieb, malte und musizierte, wurde 1940 zur Wehrmacht eingezogen und geriet später in sowjetische Kriegsgefangenschaft. Nach seiner Entlassung zog er aus familiären Gründen zunächst nach Ingolstadt und später nach Düsseldorf, wo er als kaufmännischer Angestellter bei der Auto Union GmbH arbeitete. 1954 siedelte Groß in die DDR über und begann dort ab 1956 als Schriftsteller zu publizieren. Zu seinen Werken zählen Erzählungen und Romane, zum Teil satirisch, Jugendbücher sowie Hörspiele, in denen er vor allem seine Gegenwart thematisierte. Auch versuchte er sich im Genre der Science-Fiction-Literatur. Der Zukunftsroman Der Mann aus dem andern Jahrtausend wurde sein bekanntestes Buch. Groß selbst bezeichnete sich als „SED-Schriftsteller“.
Wohnhaft im brandenburgischen Eichwalde, hielt er zahlreiche Lesungen vor der Jugend des Kreises; daneben wirkte er in politischer Funktion als Abgeordneter des Kreistages Königs Wusterhausen, vor allem in der Ständigen Kommission für Kultur, und schrieb Programme für Thälmann-Gedenkfeiern in Ziegenhals. Als überzeugter Kommunist verpflichtete sich Groß zudem als Inoffizieller Mitarbeiter der DDR-Staatssicherheit (IM „Karl“).
Richard Groß starb 1968 mit 47 Jahren.

## Werke

### Bücher
- 1956: Falschmünzer Graff. Umschlag und Illustrationen Ruprecht Haller. Verlag Kultur und Fortschritt, Berlin (= Kleine Jugendreihe, Nr. 8/1956, 7. Jahrgang, 2. Aprilheft).
- 1957: Die Flucht. Illustrationen und Linolschnitt[t]afeln von Gerhard Goßmann. Verlag Das Neue Berlin, Berlin.
- 1957: Der Blutige. Mit Illustrationen von Klaus Poche. Verlag Das Neue Berlin, Berlin (= NB-Romane, Band 26).
- 1961: Der goldene Boden. Eine Kleinstadtgeschichte. Das Neue Berlin, Berlin.
- 1961: Der Mann aus dem anderen Jahrtausend. Zukunftsroman. Illustriert von Werner Ruhner. Verlag Neues Leben Berlin, Berlin (= Spannend erzählt, Band 40; 1962 Buchgemeinschaftsausgabe bei Buch der Jugend).
- 1961: Die Nonne mit dem Schottenrock. Roman. Eulenspiegel Verlag Berlin, Berlin.
- 1962: Zusammen mit Josef Sokollik: Fünf Jahre und ein Tag. Verlag Kultur und Fortschritt, Berlin.
- 1964: Schuldig. Deutscher Militärverlag, Berlin (= Erzählerreihe, Heft 87).
- 1964: Abenteuer in Straßburg. Roman. Verlag Das Neue Berlin, Berlin.
- 1964: Zweikampf in Moabit. Deutscher Militärverlag, Berlin (= Tatsachen).

### Hörspiele
- 1959: Bankrott (Rundfunk der DDR, 4. Januar 1960).
- 1961: Abenteuer in Straßburg (Rundfunk der DDR, 15. Juni 1961).
- 1961: Drei pfeifen Opium (Rundfunk der DDR, 4. Oktober 1961).
- 1961: Der silberne Totenkopf (Rundfunk der DDR, 17. November 1961).
- 1961: Die rote Boje (Rundfunk der DDR, 8. Dezember 1961).
- 1963: Der goldene Boden (Rundfunk der DDR, 14. März 1963).
- 1965: Der Experte ist tot. Eine Funkkomödie aus dem Jahr 2034 (Rundfunk der DDR).
- 1964: Die Vorstellung am Mississippi (Rundfunk der DDR, 15. März 1964).
- 1964: Westlich der Appalachen (Rundfunk der DDR, 24. November 1964).
- 1964: Wochenende mit Carola (Rundfunk der DDR, 25. November 1964).
- 1965: Der Freiwillige (Rundfunk der DDR).
- 1967: Ein gemachter Mann (Rundfunk der DDR).

## Leitgedanke
Groß las zwar in seiner Jugend begeistert Jules Verne und später Stanislaw Lem, auch interessierte er sich für die Fortschritte in der Weltraumforschung, doch regten ihn diese nicht zum Schreiben von Zukunftsromanen an. Vielmehr sah er im Science-Fiction-Roman eine andere Aufgabe, die er selbst verfolgte, und zwar statt der Technik den Menschen in den Mittelpunkt zu rücken. Eine technikdominierte Zukunftsschilderung ohne das Ringen der Menschen um eine bessere Weltordnung würde, meinte er, den Leser dazu bringen, sich angesichts dieser „faden und langweiligen Welt“ sorglos zurückzulehnen. Nur der aus dem Jetzt der sozialistischen Gesellschaft weiterentwickelte Mensch könne die Jugend ergreifen. Ihm schwebte eine Gesellschaft vor, die „im Kommunismus lebt, in der klassenlosen Gesellschaft, in der die Nöte unserer Zeit ein für allemal ins Reich der Legende verbannt sind“.
Er forderte, dass seine Genre-Kollegen viel weniger technische Entwicklungen extrapolieren sollten. Dagegen sei es unerlässlich, den Marxismus-Leninismus zu studieren und Engels und Bebel zu lesen. Dann erst könnten, ausgehend vom Modellmenschen des DDR-Bürgers, künftige Zeitalter der Vollkommenheit entwickelt und dargestellt werden. Kurz gesagt: „Erst der Mensch – dann seine Maschinen.“